# グリーンアーチ
グリーンアーチは、広島グリーンフェリーが運航していたフェリー。後にダイヤモンドフェリーでも運航された。

## 概要
広島グリーンフェリーの第三船として神田造船所で建造され、1975年に就航した。
船名は一般の投票により決定された。
1982年、航路廃止により来島どっくに売却された。
1982年12月、ダイヤモンドフェリーに用船され、おくどうご8として神戸 - 松山 - 大分航路に就航した。
1988年来島興産に移籍。1991年スターダイヤモンドの就航により、用船解除となり引退した。
その後、1991年にギリシャのアネック・ラインズに売却され、小改装を受けてKYDONとなった。1995年、ペラマで大規模な改装を行い、TALOSと改名した。
1999年、LANE LINESに売却され、IERAPETRA Lとして就航した。2009年以降はアネック・ラインズに傭船され、2012年は夏季のみバリ - ドゥラス航路で運航されたが、2014年からは傘下のアネック・イタリアによってバリ - ドゥラス航路で通年運航となった。
2014年11月29日、機関室火災を起こす。
2019年10月現在、AQUA BLUEと改名し、Seajetsが運航している。旅客定員が1300人、車両搭載数400台と、建造時より大幅に増えている。

### 航路
広島グリーンフェリー
- 広島港 - 大阪港

ダイヤモンドフェリー
- 神戸港 - 松山港 - 大分港

## 設計
グリーンエース、グリーンアローと比較して、トラック輸送を重視した設計となり、旅客定員は半減した。

## 船内

### 船室
- 一等
- 特二等
- 二等
- ドライバー室 - 二段ベット、4名部屋

### 設備
パブリックスペース
- スモーキングルーム

供食設備
- ビュッフェ
- カフェテリア

入浴設備
- 浴室

娯楽設備
- ゲームルーム